# Spinacopia torus
Spinacopia torus is een mosselkreeftjessoort uit de familie van de Sarsiellidae. De wetenschappelijke naam van de soort is voor het eerst geldig gepubliceerd in 1970 door Komicker.